# Regimiento de Artillería n.º 8 "San Carlos de Ancud"
El Regimiento de Artillería n.º 8 "San Carlos de Ancud" del General Luis Carrera Verdugo es una unidad con asiento en el sector Las Bandurrias, en los alrededores de Coyhaique, y está subordinada a la IV División de Ejército.
El regimiento cuenta con el único campo de tiro y canchas de entrenamiento, instrucción y combate en localidades de la IV División. Además cuenta con el Criadero Militar Las Bandurrias.

## Historia
Creado por Decreto Supremo con fecha 6 de mayo de 1993, que dispuso la creación del Regimiento de Artillería n.º 8 "Marihueñu", bautizado así, en recuerdo del combate del mismo nombre, entre las tropas de Francisco de Villagra y las huestes araucanas, donde por primera vez, las fuerzas españolas utilizaron en Chile cañones de artillería.

El 11 de octubre de 1994, se dispone un nuevo nombre para el Regimiento, en recuerdo y homenaje a las campañas de Chiloé, de los años 1824 y 1826, donde participaron notables artilleros y el empleo del arma fue decisivo para terminar con el último enclave español en territorio nacional, pasando a denominarse “San Carlos de Ancud”, disponiéndose, además, que el héroe patronímico del Regimiento sea el “Coronel Luis Carrera y Verdugo”, Comandante de la artillería en el período de la Patria Vieja.

## Organización
- 8.º Grupo de Artillería "San Carlos de Ancud".
- Plana Mayor del Regimiento
- Primera Batería de Combate
- Segunda Batería de Combate
- Batería de Plana Mayor y Logística
- Pelotón de Exploración Terrestre
- 12 Obus Soltam M71 155mm

- Datos: Q9067538